# First sergeant
First sergeant (pol. pierwszy sierżant) – nazwa stopnia w korpusie osobowym podoficerów starszych, używany w niektórych krajach. W wojsku polskim odpowiednikiem jest stopień chorążego lub starszego chorążego.
W Stanach Zjednoczonych pierwszy sierżant zazwyczaj pełni rolę starszego doradcy dowódcy pododdziału (SEA – ang. Senior enlisted advisor; w wojsku polskim taką funkcję pełni szef pododdziału) takiego jak kompania lub bateria, albo dywizjon US Air Force.
Szwadrony i bataliony US Army i United States Marine Corps oraz wszystkie jednostki wyższego szczebla, jako SEA mają podoficera w stopniu command sergeant major w US Army lub sergeant major w USMC.
Dystynkcje pierwszego sierżanta łatwo zidentyfikować po figurze w kształcie rombu (potocznie „diamentu”) na ich insygniach.

## Historia
Stopień pierwszego sierżanta istnieje w armii amerykańskiej od 1781 roku, kiedy do tabeli organizacyjnej pułków piechoty Armii Kontynentalnej dodano piątego sierżanta. Wcześniej, zgodnie z tabelami organizacji zatwierdzonymi przez Kongres Kontynentalny w 1776 i 1779 roku, w każdej kompanii było odpowiednio czterech i trzech sierżantów. Sierżanci byli numerowani w kolejności starszeństwa, a pierwszy sierżant był po prostu starszym sierżantem w kompanii, ale nie był osobnym stopniem. Po bitwie pod Green Spring w 1781 roku Ebenezer Denny nazwał pierwszego sierżanta kompanii „najważniejszym oficerem”.
W 1833 roku pierwszy sierżant i sierżant porządkowy (orderly sergeant) stali się oddzielnymi stopniami, plasującymi się poniżej stopni sergeant major i quartermaster sergeant, ale powyżej sierżantów. W 1851 roku pierwszy sierżant został połączony ze stopniem sierżanta porządkowego.
Od 1958 roku w Armii Stanów Zjednoczonych stopień pierwszego sierżanta (w skrócie 1SG) jest uważany za tymczasowy i przejściowy stopień w grupie uposażenia E-8, plasujący się powyżej sergeant first class (SFC), a poniżej sergeant major (SGM) lub command sergeant major (CSM) i po zakończeniu służby może powrócić do stopnia master sergeant (MSG).
Stopnie first sergeant i master sergeant znajdują się w tej samej grupie uposażenia ale mają różne obowiązki. Oba stopnie są identyczne, na co wskazują trzy szewrony (standardowe insygnia sierżanta) nad trzema odwróconymi łukami („rockers”), tylko pierwszy sierżant ma w środku "diament". First sergeant jest generalnie starszy od master sergeant w kwestiach dowódczych, chociaż master sergeant może mieć bardziej ogólną władzę wojskową, taką jak w przypadku kierowania sekcją żandarmerii wojskowej (MP).
Począwszy od 1821 roku pierwsi sierżanci i inni starsi sierżanci byli rozpoznawalni dzięki noszeniu czerwonej czesankowej szarfy, natomiast wszyscy młodsi sierżanci nie mieli tego elementu umundurowania. W 1872 roku szarfy zostały wyeliminowane dla wszystkich stopni (z wyjątkiem generałów, którzy zachowali swoje szarfy do 1917 roku). Chociaż sergeant major i quartermaster sergeant mieli już charakterystyczne insygnia stopnia podoficera, to dopiero w 1847 roku pierwszy sierżant otrzymał charakterystyczny diament z trzema szewronami sierżanta jako swoje insygnia stopnia.
| Rodzaj wojsk  | US Army        | US Marine Corps | US Navy                    | US Air Force           | US Space Force         | US Coast Guard             |
| ------------- | -------------- | --------------- | -------------------------- | ---------------------- | ---------------------- | -------------------------- |
| Dystynkcja    |                |                 |                            |                        |                        |                            |
| Nazwa stopnia | First sergeant | First sergeant  | Senior chief petty officer | Senior master sergeant | Senior master sergeant | Senior chief petty officer |
| Skrót         | 1SG            | 1stSgt          | CMDCS                      | 1st Sgt                | SMSgt                  | SCPO                       |